# José Mires
Joseph Mires, hispanisé en José Mires, né en Irlande[réf. nécessaire] vers 1785 et mort en 1829, est un militaire et mathématicien irlandais qui servit dans les armées patriotes durant les guerres d'indépendance hispano-américaines.

## Biographie

### Au Venezuela
Arrivé comme capitaine du régiment de la Reine à Caracas, il fonde en 1808 l'Académie de Mathématiques au sein de l'École d’ingénierie militaire grâce à son grade de colonel du génie. Il prend contact avec des groupes de jeunes patriotes créoles, devenant membre actif des cercles révolutionnaires, appuyant la déclaration d'Indépendance et le Premier Congrès. Le 29 septembre 1810 il est nommé capitaine du 7e régiment du battaillon de Vétérans de l'armée patriote. En 1811 il est commandant par intérim du bataillon de Milicias Disciplinadas de la capitale et le 10 janvier il est élevé au grade de colonel, puis sous-lieutenant d'artillerie. En 1812 est capturé par les royaliste, il est retenu prisonnier à La Guaira. Le 8 septembre de la même année il est remis à l'Espagne avec Juan Germán Roscio, Francisco Isnardi, José Barona, Juan Pablo Ayala, Cortés de Madariaga, Juan Paz del Castillo et Manuel Ruiz. C'est le groupe auquel Domingo de Monteverde donne le nom de los ocho monstruos (les huit monstres) dans sa communication aux autorités de la péninsule lors de leur transfert.

### Prisonnier de l'Espagne
Tout le groupe est confiné dans la prison de Ceuta, après 7 mois dans la Carraca de Cádiz. In 1817 ils retrouvent la liberté par l'intermédiaire du prince régent britannique qui intercède auprès de Ferdinand VII, qui les gracie.

### En Équateur
En 1821 il débarque à Guayaquil comme second de son ancien étudiant de l'Académie, Antonio José de Sucre. Le 19 août il vainc les royalistes à Yaguachi mais est capturé le 12 décembre à Huachi. Il parvient à s'échapper et prend part à la bataille de Pichincha et à la Campagne de Pasto.
Il retourne à Guayaquil pour s'y installer définitivement. En août 1829, il est élevé au grade de général de division et est nommé commandant de la région de Samborondón durant la guerre Grande Colombie-Pérou jusqu'à ce qu'une colonne péruvienne arrive dans la région, fusille Mires et massacre tous les civils qu'elle peut trouver.